# Wahlkreis Airdrie and Shotts (Schottisches Parlament)
| Airdrie and Shotts                    |
| ------------------------------------- |
| Airdrie and Shotts · Central Scotland |
| Gebildet                              |
| 1999                                  |
| Abgeordneter                          |
| Neil Gray (SNP)                       |
| Regionen                              |
| North Lanarkshire                     |

Airdrie and Shotts ist ein Wahlkreis für das Schottische Parlament. Er wurde 1999 als eine von zehn Wahlkreisen der Wahlregion Central Scotland eingeführt und besteht seitdem unverändert. Airdrie and Shotts ist einer von fünf Wahlkreisen innerhalb der Council Area North Lanarkshire. Airdrie ist die größte Stadt innerhalb seiner Grenzen. Der Wahlkreis entsendet einen Abgeordneten.
Der Wahlkreis erstreckt sich über eine Fläche von 192,3 km2. Im Jahre 2020 lebten 70.412 Personen innerhalb seiner Grenzen.

## Wahlergebnisse

### Parlamentswahl 1999
| Ergebnisse der Parlamentswahl 1999 | Ergebnisse der Parlamentswahl 1999 | Ergebnisse der Parlamentswahl 1999 | Ergebnisse der Parlamentswahl 1999 |
| Partei                             | Kandidat                           | Stimmen                            | %                                  |
| ---------------------------------- | ---------------------------------- | ---------------------------------- | ---------------------------------- |
| Labour                             | Karen Whitefield                   | 18.338                             | 55,2                               |
| SNP                                | Gil Paterson                       | 9353                               | 28,2                               |
| Conservative                       | Patrick Ross-Taylor                | 3177                               | 9,6                                |
| Liberal Democrats                  | David Miller                       | 2345                               | 7,1                                |
| Wahlbeteiligung: 33.213 (56,25 %)  |                                    |                                    |                                    |

### Parlamentswahl 2003
| Ergebnisse der Parlamentswahl 2003 | Ergebnisse der Parlamentswahl 2003 | Ergebnisse der Parlamentswahl 2003 | Ergebnisse der Parlamentswahl 2003 | Ergebnisse der Parlamentswahl 2003 |
| Partei                             | Kandidat                           | Stimmen                            | %                                  | ±                                  |
| ---------------------------------- | ---------------------------------- | ---------------------------------- | ---------------------------------- | ---------------------------------- |
| Labour                             | Karen Whitefield                   | 14.209                             | 59,0                               | +3,8                               |
| SNP                                | Gil Paterson                       | 5232                               | 20,9                               | −7,3                               |
| Conservative                       | Alan Melville                      | 2203                               | 8,8                                | −0,8                               |
| Socialist                          | Fraser Coates                      | 2096                               | 8,4                                | +8,4                               |
| Liberal Democrats                  | Kevin Lang                         | 1346                               | 5,4                                | −1,7                               |
| Wahlbeteiligung: 25.086 (44,26 %)  |                                    |                                    |                                    |                                    |

### Parlamentswahl 2007
| Ergebnisse der Parlamentswahl 2007 | Ergebnisse der Parlamentswahl 2007 | Ergebnisse der Parlamentswahl 2007 | Ergebnisse der Parlamentswahl 2007 | Ergebnisse der Parlamentswahl 2007 |
| Partei                             | Kandidat                           | Stimmen                            | %                                  | ±                                  |
| ---------------------------------- | ---------------------------------- | ---------------------------------- | ---------------------------------- | ---------------------------------- |
| Labour                             | Karen Whitefield                   | 11.907                             | 43,8                               | −15,2                              |
| SNP                                | Sophia Coyle                       | 10.461                             | 38,5                               | +17,6                              |
| Conservative                       | Iain McGill                        | 2370                               | 8,7                                | −0,1                               |
| Liberal Democrats                  | Robert Gorrie                      | 1452                               | 5,4                                | ±0                                 |
| Scottish Voice                     | Mev Brown                          | 970                                | 3,6                                | +3,6                               |
| Wahlbeteiligung: 27.160 (47,10 %)  |                                    |                                    |                                    |                                    |

### Parlamentswahl 2011
| Ergebnisse der Parlamentswahl 2011 | Ergebnisse der Parlamentswahl 2011 | Ergebnisse der Parlamentswahl 2011 | Ergebnisse der Parlamentswahl 2011 | Ergebnisse der Parlamentswahl 2011 |
| Partei                             | Kandidat                           | Stimmen                            | %                                  | ±                                  |
| ---------------------------------- | ---------------------------------- | ---------------------------------- | ---------------------------------- | ---------------------------------- |
| SNP                                | Alex Neil                          | 11.984                             | 50,2                               | +11,7                              |
| Labour                             | Karen Whitefield                   | 9983                               | 41,8                               | −2,0                               |
| Conservative                       | Robert Crozier                     | 1396                               | 5,8                                | −2,9                               |
| Liberal Democrats                  | John Love                          | 531                                | 2,2                                | −3,2                               |
| Wahlbeteiligung: 23.894 (46,54 %)  |                                    |                                    |                                    |                                    |

### Parlamentswahl 2016
| Ergebnisse der Parlamentswahl 2016 | Ergebnisse der Parlamentswahl 2016 | Ergebnisse der Parlamentswahl 2016 | Ergebnisse der Parlamentswahl 2016 | Ergebnisse der Parlamentswahl 2016 |
| Partei                             | Kandidat                           | Stimmen                            | %                                  | ±                                  |
| ---------------------------------- | ---------------------------------- | ---------------------------------- | ---------------------------------- | ---------------------------------- |
| SNP                                | Alex Neil                          | 4.164                              | 52,5                               | +2,4                               |
| Labour                             | Richard Leonard                    | 7.762                              | 29,2                               | −12,6                              |
| Conservative                       | Eric Holford                       | 4.164                              | 15,7                               | +9,8                               |
| Liberal Democrats                  | Louise Young                       | 693                                | 2,6                                | +0,4                               |
| Wahlbeteiligung: 26.573 (49,3 %)   |                                    |                                    |                                    |                                    |

### Parlamentswahl 2021
| Ergebnisse der Parlamentswahl 2021 | Ergebnisse der Parlamentswahl 2021 | Ergebnisse der Parlamentswahl 2021 | Ergebnisse der Parlamentswahl 2021 | Ergebnisse der Parlamentswahl 2021 |
| Partei                             | Kandidat                           | Stimmen                            | %                                  | ±                                  |
| ---------------------------------- | ---------------------------------- | ---------------------------------- | ---------------------------------- | ---------------------------------- |
| SNP                                | Neil Gray                          | 16.139                             | 50,6                               | −1,9                               |
| Labour                             | Richard Leonard                    | 10.671                             | 33,4                               | +4,2                               |
| Conservative                       | Ross Lambie                        | 4.422                              | 13,9                               | −1,8                               |
| Liberal Democrats                  | John Cole                          | 562                                | 1,8                                | −0,8                               |
| Parteilos                          | Jim Dowson                         | 132                                | 0,4                                | +0,4                               |
| Wahlbeteiligung: 59 %              |                                    |                                    |                                    |                                    |